# 艾陵之战
艾陵之战，發生於前484年（周敬王三十六年、鲁哀公十一年、吴王夫差十二年、齐简公元年），吴国、鲁国联军在艾陵（今山东省济南市莱芜区东北）击败齐国的作战。
前485年，吴国联合鲁国、邾国、郯国进攻齐国，没有成功。次年春，齐国攻打鲁国，爆发稷曲之战。五月，吴王夫差联合鲁国伐齐，攻克博（今山东省泰安市东南），五月二十五日，至羸（今莱芜区西北）。吴军中军跟随夫差，胥门巢率领上军，王子姑曹率领下军，展如率领右军。齐国国书率领中军，高无丕率领上军，宗楼率领下军。陈僖子对弟弟陈书说：“你若战死，我一定能够得志。”宗子阳与闾丘明互相勉励。桑掩胥为国书驾御战车，公孙夏说：“这两个人必死。”将要战斗，公孙夏命部下唱《虞殡》。陈子行命部下准备好含玉。公孙挥命令部下：“每人拿八尺的绳子，吴人头发短。”东郭书说：“三战必死，这是第三次了。”五月二十七日，战于艾陵，展如击败高无丕，国书击败胥门巢。吴王率军救助胥门巢，大败齐军，俘虏了国书、公孙夏、闾丘明、陈书、东郭书，革车八百辆，甲士首级三千，用来献给鲁哀公。
将战时，吴王夫差喊叔孙州仇：“你担任什么职务？”回答：“司马。”吴王赐给他甲、剑、铍：“承担鲁君交下的任务，不要废弃命令。”叔孙州仇不能回答，子贡说：“州仇奉甲跟随吴君。”叔孙拜受赏赐。鲁哀公派大史送回国书的头，放在新筐里，下面垫上玄纁，加上绸带。上面放上给齐国的书信：“上天若不了解齐国的行为不正，怎么能让下国得胜？”
吴国将要攻打齐国时，越王勾践率领部下朝见，伍子胥劝夫差提防越国，夫差不听。伍子胥出使齐国，把儿子托付给鲍氏。回国后，夫差知道了，赐给他镂宝剑，伍子胥自杀。